# Falun Gong

Symbol Falun Gong

Falun Gong (chiń. 法轮功; inna nazwa Falun Dafa, chiń. 法轮大法 – Wielkie Prawo Koła Praw) – chińska praktyka duchowa, która łączy medytację i ćwiczenia Qi Gong z filozofią moralną opartą na zasadach Prawdy (Zhen), Życzliwości (Shan) i Cierpliwości (Ren) (chiński:  真、善、忍).
Praktyka ta podkreśla moralność i kultywację cnoty oraz utożsamia się jako praktykę qigong szkoły Buddy, choć jej nauki również zawierają elementy tradycji taoistycznej. Poprzez kultywację moralności oraz praktykę medytacji i ćwiczeń, praktykujący Falun Dafa dążą do porzucenia przywiązań i, ostatecznie, osiągnięcia duchowego oświecenia.

## Początki

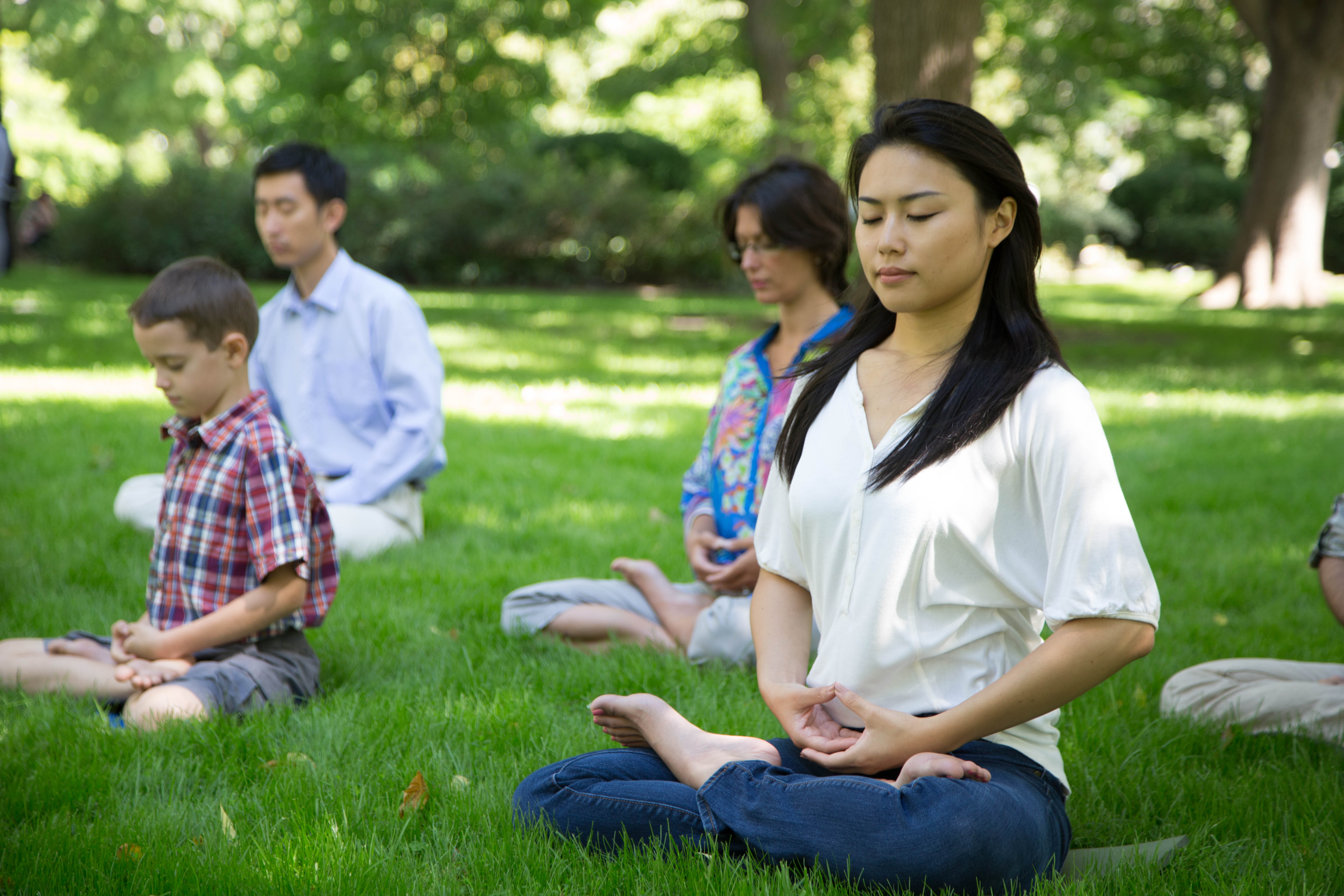
Osoby praktykujące Falun Dafa w trakcie piątego ćwiczenia.

Falun Gong po raz pierwszy było publicznie nauczane w północno-wschodnich Chinach w 1992 roku przez Li Hongzhi. Ukazało się pod koniec chińskiego qigong boom – okresu popularności podobnych praktyk medytacyjnych i ćwiczeń oddechowych.

## Charakterystyka
Falun Dafa wyróżnia się od innych szkół qigong brakiem opłat czy formalnego członkostwa, brakiem codziennych rytuałów, dużym naciskiem na moralność i teologiczną naturę jego nauki. Zachodni naukowcy określili Falun Gong jako dyscyplinę qiqong, ruch religijny, system kultywacyjny lub jako formę chińskiej religii.

## Stanowisko chińskiego rządu
Pomimo że praktyka ta początkowo cieszyła się znacznym wsparciem ze strony chińskiego rządu, to pod koniec lat 90 XX w., Komunistyczna Partia Chin zaczęła postrzegać ją jako potencjalne zagrożenie w związku z jej popularnością, niezależnością od państwa i naukami duchowymi. W 1999 roku rząd określił liczbę praktykujących Falun Gong na 70 milionów. Napięcia wzrosły w kwietniu 1999 roku, kiedy przeszło 10 000 praktykujących zebrało się na pokojowej manifestacji wzdłuż muru otaczającego Zhongnanhai, teren rezydencji najwyższych władz państwowych w Pekinie, aby żądać prawnego uznania i wolności od ingerencji państwa. Ta demonstracja jest uważana za katalizator późniejszych prześladowań.

## Prześladowania

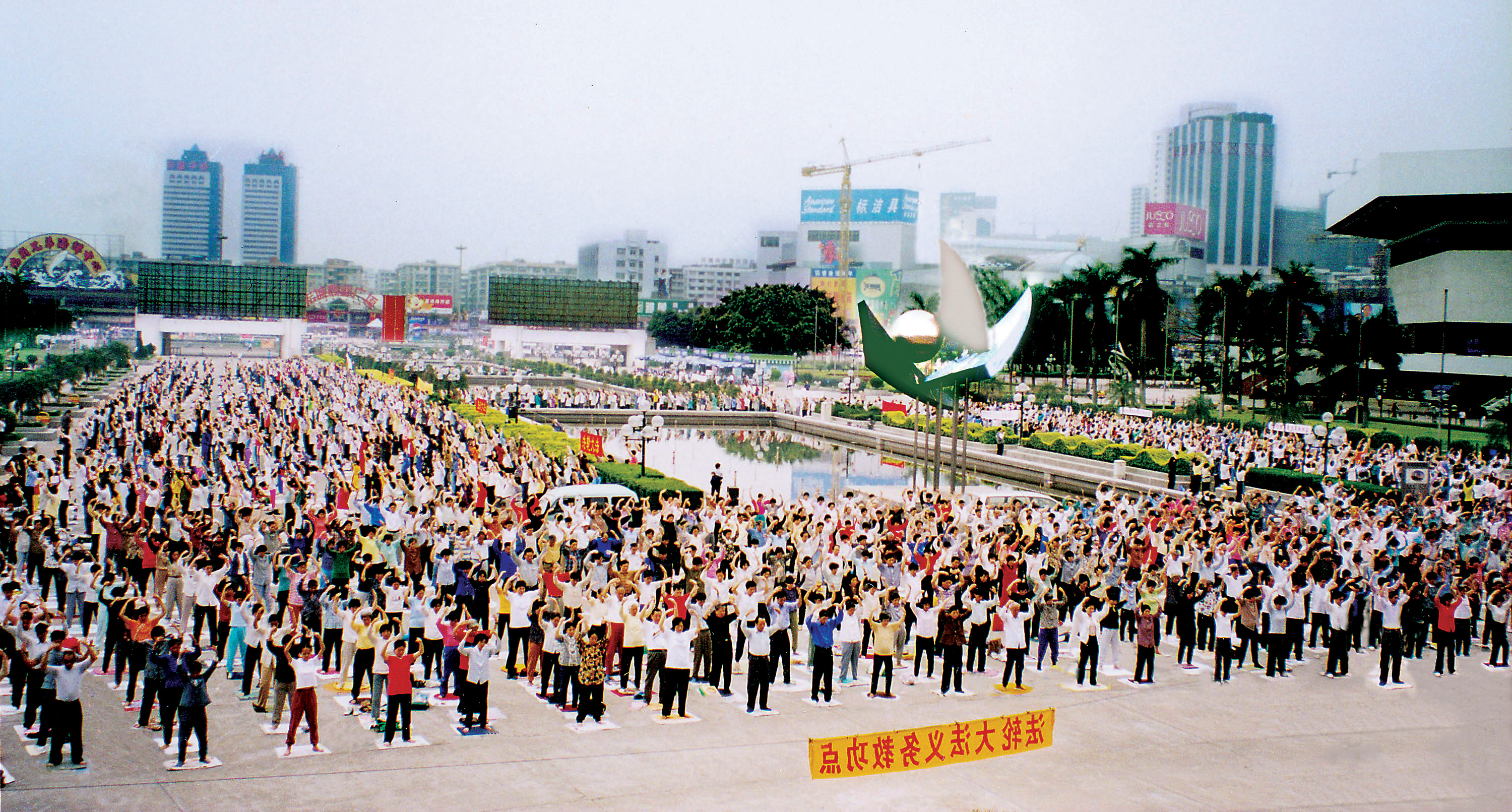
Poranne ćwiczenia Falun Gong w chińskim Kantonie

20 lipca 1999 roku, kierownictwo KPCh zapoczątkowało ogólnonarodowe represje i wieloaspektową propagandę w celu likwidacji Falun Dafa. Wszystkie strony internetowe nawiązujące do Falun Gong zostały zablokowane, zaś w październiku 1999 roku Falun Gong zostało ogłoszone jako „heretycka organizacja”, która zagraża stabilności społeczeństwa. Praktykujący Falun Gong w Chinach są przedmiotem wielu naruszeń praw człowieka: szacuje się, że setki tysięcy ludzi zostało bezpodstawnie uwięzionych, ponadto praktykujący są przedmiotem przymusowych prac, nadużyć psychiatrycznych, tortur i innych przymusowych metod zmian światopoglądu ze strony chińskich władz. Począwszy od 2009 roku organizacje broniące praw człowieka szacują, że co najmniej 2000 praktykujących Falun Dafa zginęło w więzieniach. Film Chińska cena życia zawiera zeznania kobiety, która pracowała w centrum pobrań narządów. Liczby zabitych to dziesiątki tysięcy, których mordowano w celu grabieży organów. Od czasu gdy rozpoczęły się prześladowania, praktykujący Falun Gong stali się aktywni w bronieniu praw człowieka w Chinach.

## Praktykowanie na świecie

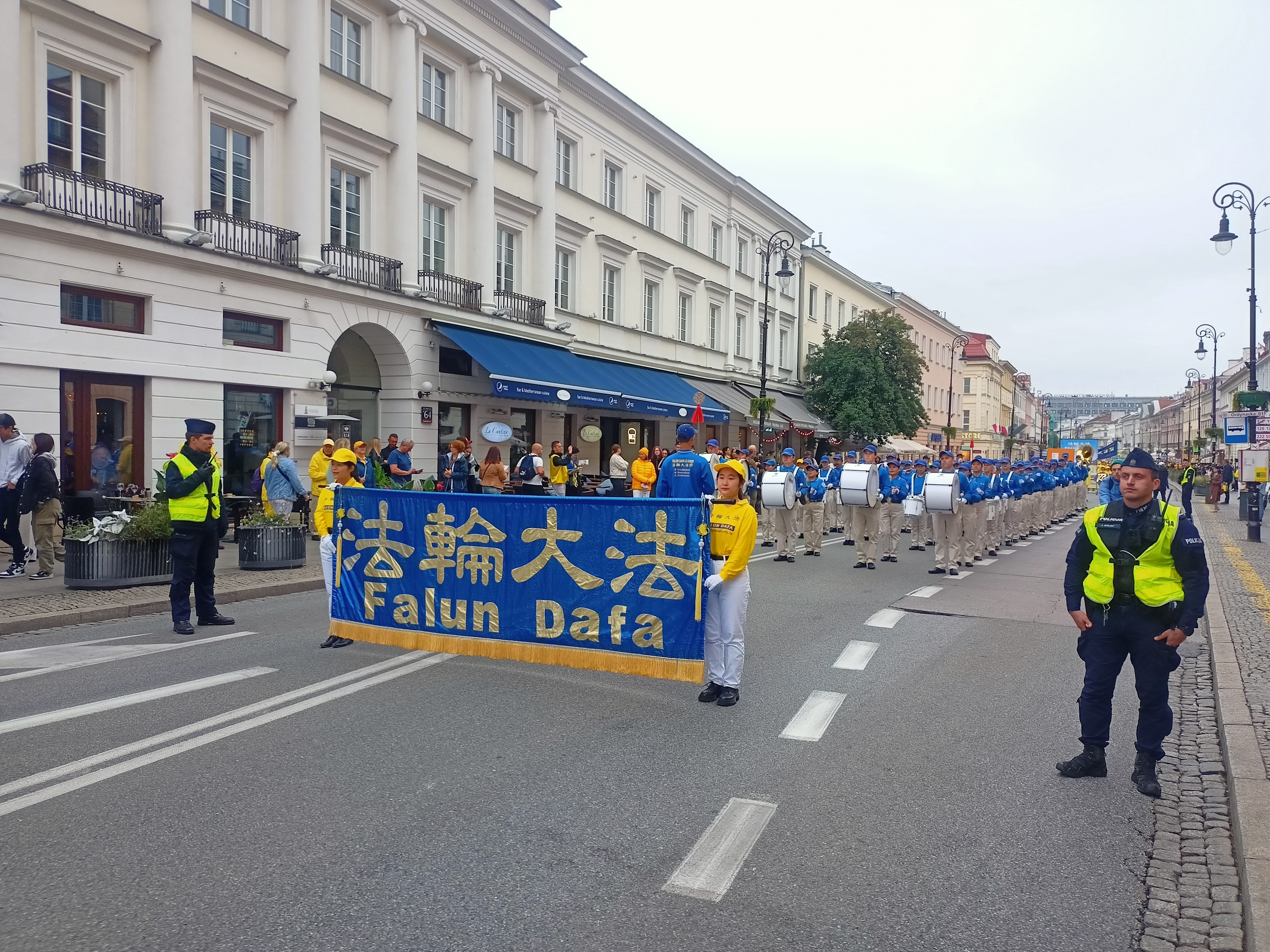
Manifestacja Falun Dafa w Warszawie

Założyciel Falun Gong, Li Hongzhi, żyje w USA od roku 1996, zaś Falun Gong jest szeroko rozpowszechnione na całym świecie. Szacuje się, że w Chinach, pomimo prześladowań, dziesiątki milionów ludzi wciąż praktykuje Falun Dafa. Poza Chinami Falun Dafa jest praktykowane w ponad 70 krajach w tym w Polsce.